# 乌苏里瓦韦
乌苏里瓦韦（学名：Lepisorus ussuriensis）为水龙骨科瓦韦属下的一个种。其种加词“ussuriensis”意为“乌苏里的”。